# Чаша зі сценами з історії про Діану та Актеона
Ча́ша зі сце́нами з істо́рії про Діа́ну та Актео́на (нід. Schaal met voorstellingen uit de geschiedenis van Diana en Actaeon) — срібна чаша роботи голландського медальєра та срібних справ майстра Паулюса ван Віанена (бл. 1571—1613). Створена у 1613 році. Зберігається у колекції Державного музею, Амстердам (інвент. номер BK-16089-A). Придбана музеєм у 1947 році.
У XVII століття були дуже популярні історії про богів та богинь із класичної античності. Паулюс ван Віанен створив цю чашу у місті Прага незадовго до своєї смерті: чашу зі сценами з міфології, на яких Діана, богиня полювання, грає провідну роль.
На чаші зображена доля Актеона, мисливця, що підгледів за купанням Діани. Коли богиня помітила його, вона перетворила його на оленя. Це було жорстоким покаранням, оскільки Актеона потім загризли його власні мисливські собаки. У центрі сцени показана Діана, яка бризкає водою на Актеона, з капелюха якого ростуть роги. Ван Віанен зобразив цю сцену зі зворотньої сторони чаші, яка не була призначена для використання, а була лише витвором мистецтва. Зворотню сторону показували як сюрприз.
На ставку біля жаб викарбувані ініціали Паулюса ван Віанена «PV» і дата створення «1613» чаші.